# Palaeopteryx
Palaeopteryx (nghĩa là "cánh cổ đại") là một chi khủng long theropoda nay được xem là nomen dubium (tên bị nghi ngờ).